# Just Mustard
Just Mustard és un grup musical irlandès de rock originari de Dundalk al comtat de Louth (República d'Irlanda).

## Carrera
Llur àlbum de debut Wednesday fou llançat el 2018, via Pizza Pizza Records. Fou autoproduït i gravat pel grup al seu estudi casolà a Dundalk i a Start Together Studios, Belfast amb l'enginyer de gravació Chris Ryan. Wednesday fou nominat al Choice Music Prize el 2018. El març de 2022 van actuar a la sala Razzmatazz de Barcelona com a teloners del trup irlandès Fontaines D.C.

## Membres
- Katie Ball (veu)
- David Noonan (guitarra/veu)
- Mete Kalyon (guitarra)
- Rob Clarke (baix)
- Shane Maguire (bateria)[8]

## Discografia
Àlbums
- Wednesday (2018)
- Heart Under (2022)[9]

EPs
- Just Mustard (2016)[10]
- Live Session (Park Time Punks KXLU) (2020)[11]

Singles
- "Frank // October" (2019)
- "Seven" (2019)